# Leuctra ligurica
Leuctra ligurica är en bäcksländeart som beskrevs av Aubert 1962. Leuctra ligurica ingår i släktet Leuctra och familjen smalbäcksländor. Inga underarter finns listade i Catalogue of Life.